# Rijswijk

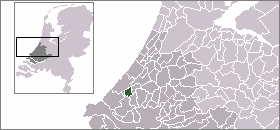
läge i Zuid-Holland

Rijswijk är en kommun i provinsen Zuid-Holland i Nederländerna. Kommunens totala area är 14,48 km² (där 0,43 km² är vatten) och antalet invånare är 47 693 (2004). I slottet Huis ter Nieuwburg utanför Rijswijk skedde fredsförhandlingar 1697 mellan de stridande parterna i Pfalziska tronföljdskriget. Förhandlingarna leddes av Nils Lillieroot och resulterade i fredsfördrag som undertecknades i september och oktober 1697 (Freden i Rijswijk).